# Безъядерная зона

Карта мира с различными видами ядерного распространения и зонами, свободными от ядерного оружия, как это определено в резолюции 3472 Организации Объединённых Наций от 1975 года.
Обратите внимание, что представлены только государства в целом, а не отдельные территориальные их части, даже если они принадлежат к другой группе.
Зоны, свободные от ядерного оружия, по международному договору, включая территории, принадлежащие государству, обладающему ядерным оружием, и подпадающие под действие какой-либо зоны
Государства, обладающие ядерным оружием, и территории, принадлежащие им, которые не находятся ни в одной зоне, свободной от ядерного оружия
Государства, разместившие ядерный арсенал для использования принимающей страной в военное время
Ни одно из вышеперечисленных (но являющееся участником Договора о нераспространении ядерного оружия)

Безъядерная зона — зона, регион (район), на территории которого в договорном порядке запрещено размещение ядерного оружия, средств его доставки к целям, проведение испытаний и производства ядерных боеприпасов. При этом ядерные государства принимают на себя определённые международно-правовые гарантии как в отношении других государств, так и собственных территорий, входящих в безъядерные зоны.
Они обязуются не применять ядерное оружие против государств-участниц безъядерной зоны, не вводить в эти страны корабли и части, оснащённые ядерными боеприпасами и ядерными энергетическими установками, не передавать участникам зоны ядерное оружие, а также не предоставлять помощи в создании своего ядерного потенциала.

## История
14 февраля 1958 года министр иностранных дел Польской Народной Республики А. Рапацкий предложил развёрнутую программу создания в Европе зоны, включающей в себя ПНР, ЧССР, ГДР и ФРГ, свободной от атомного оружия и с ограничением обычных вооружений. Этот «план Рапацкого» получил одобрение во многих странах, но в итоге принят не был.
После подписания 1 декабря 1959 года договора о Антарктике первой безъядерной зоной стала Антарктида.
В декабре 1963 года ПНР внесла новое предложение «о замораживании» (в виде сохранения status quo) ядерных вооружений в Центральной Европе, получившее название «план Гомулки». 
14 февраля 1967 года 14 государств Латинской Америки и Карибского бассейна подписали Договор Тлателолько о объявлении Латинской Америки безъядерной зоной.
27 января 1967 года был подписан и 10 октября 1967 года - вступил в силу Договор о космосе, в соответствии с которым запрещено размещение ядерного оружия в космическом пространстве.
В мае 1968 года правительство СССР предложило объявить весь район Средиземного моря безъядерной зоной и заявило о своей готовности не дислоцировать в водах этого моря ядерное оружие и средства его доставки при условии, что подобные же обязательства будут взяты другими державами. Это предложение СССР было положительно встречено средиземноморскими странами, но в итоге принято не было.
В 1984 году Новая Зеландия провозгласила себя безъядерным государством.
В 1987 году власти Фиджи предприняли попытку провозгласить территорию страны зоной, свободной от ядерного оружия. В апреле 1987 года на Фиджи в результате победы на выборах в парламент к власти пришла оппозиционная коалиция, которую возглавлял Т. Бавадра. Хотя страна входила в возглавляемое Великобританией Содружество наций, программа нового правительства предусматривала более последовательное проведение политики нейтралитета (официальное присоединение к движению неприсоединения и законодательный запрет на прибытие в порты страны иностранных кораблей с ядерным оружием на борту). Однако уже 14 мая 1987 года военные (лидером которых являлся подполковник С. Рабука) совершили военный переворот и заменили правительство.
28 февраля 2000 года Монголия официально объявила о своем статусе государства без ядерного оружия.

## Современное состояние
На 2009 год безъядерными зонами были объявлены:
- Район Антарктики;
- Латинская Америка;
- Южная часть Тихого океана (Договор Раротонга 1985 года);
- Юго-Восточная Азия (Бангкокский договор 1995 года);
- Африка (Договор Пелиндаба 1996 года);
- Средняя Азия (Семипалатинский договор 2006 года);

Беларусь также имела схожий статус до размещения на своей территории в 2023 году ядерного оружия России.
Создание безъядерных зон способствует укреплению доверия между государствами, обеспечению безопасности, соблюдению режима нераспространения ядерного оружия.